# Maria Groß
Maria Groß (* 26. Juni 1979 in Sömmerda) ist eine deutsche Köchin und Gastronomin.

## Leben
Groß wuchs in Straußfurt auf und begann nach dem Abitur zunächst ein Studium der Philosophie und Germanistik in Leipzig und Berlin, brach dieses jedoch im Alter von 25 Jahren ab, um in einem Berliner Gourmetrestaurant eine Kochausbildung anzufangen. Anschließend war sie in mehreren Anstellungen in der Schweiz tätig, bevor sie in die Nähe ihrer Heimat nach Erfurt zurückkehrte und dort als Küchendirektorin des Kaisersaals von 2013 bis Mitte 2015 für das Gourmet-Restaurant CLARA, für die Kaisersaal-Bankettküche und das Mittelalter-Restaurant Lutherkeller zuständig war, wobei sie 2013 ihren ersten Michelin-Stern erkochte und somit zu Deutschlands jüngster Sterneköchin wurde. Gemeinsam mit ihrem Lebensgefährten führt sie seit 2015 das Restaurant Bachstelze im Erfurter Stadtteil Bischleben unter ihrem Label MariaOstzone.

## Fernsehkarriere
Medial bekannt wurde sie unter anderem als Jurorin der ZDF Küchenschlacht und als Kochgegnerin von Tim Mälzer im VOX-Format Kitchen Impossible, wobei sie in Staffel 2 (2017) und Staffel 3 (2018) gegen ihn antrat.
Im Herbst 2016 war sie auch in der kurzlebigen Sat.1-Kochshow Kampf der Köche mit Alexander Herrmann zu sehen.
In der ab April 2017 ausgestrahlten 8. Staffel des VOX-Formats Grill den Henssler war sie an der Seite von Reiner Calmund und Gerhard Retter als Jurorin tätig, wie auch in deren Fortsetzung Grill den Profi. Im April 2017 war sie in der ZDF-Sendung Kerners Köche zu sehen und wirkte zudem in mehreren Folgen von Stadt, Land, Lecker auf selbigem Sender mit. Im Oktober 2017 war sie Gastjurorin bei The Taste; in der siebten Staffel ersetzte sie dort Cornelia Poletto als Coach.

## Bücher
- Maria. Gerne ohne Sterne. Lecker kochen mit den Lieblingsrezepten von Maria Groß. ZS Verlag GmbH, München 2019, ISBN 978-3-89883-917-4.